# Megophrys brachykolos
Espèce
Synonymes
- Xenophrys brachykolos (Inger & Romer, 1961)

Statut de conservation UICN

 EN B1ab(iii)+2ab(iii) : En danger
Megophrys brachykolos est une espèce d'amphibiens de la famille des Megophryidae.

## Répartition
Cette espèce est endémique du Sud-Est de l'Asie. Elle se rencontre entre 20 et 750 m d'altitude, :
- dans le nord-est du Viêt Nam ;
- en République populaire de Chine à Hong Kong, au Guangxi, au Hunan, au Hubei, au Guangdong et au Fujian.

## Publication originale
- Inger & Romer, 1961 : A New Pelobatid Frog of the Genus Megophrys from Hong Kong. Fieldiana, Zoology, vol. 39, no 46, p. 533-538 (texte intégral).